# Zebiniusz (patriarcha Antiochii)
Zebiniusz – 12. patriarcha Antiochii; sprawował urząd w latach 231–237.